# Jean-Michel Byron
Jean Michel Byron (Du Plessis, 13 ottobre 1957) è un cantante sudafricano, noto per essere stato il cantante del gruppo rock Toto durante i primi anni novanta.

## I primi anni
Jean Michel Byron nacque in Sudafrica nel 1957, ma già da piccolo insieme alla famiglia si trasferì negli Stati Uniti. Fu qui che da giovane, cominciò ad ascoltare la musica rock e pop, cominciando nel contempo a prendere lezioni di canto dall'età di 13 anni ed esordendo a 15 con un gruppo formato insieme ad amici e compagni di scuola.

## I Toto e la popolarità
Nel 1989, la casa discografica Columbia Records, ricevette una videocassetta di Jean Michel. I produttori dopo averla ascoltata rimasero sbalorditi dalla voce del cantante e premettero perché i Toto, lo assumessero all'interno del gruppo. In quel periodo era rientrato nella band anche Bobby Kimball e l'intenzione era quella di pubblicare un Greatest Hits con anche nuove composizioni e per tale motivo la band incise con Bobby il brano Goin' Home, che fu però pubblicato solo otto anni dopo nell'album Toto XX. Così Byron entrò a far parte del gruppo. Con lui i Toto incisero quattro nuovi brani da aggiungere al Greatest Hits Past to Present 1977-1990, come singoli inediti, questi brani erano Love Has the Power, Out of Love, Can You Hear What I'm Saying, e Animal, che portano la sua firma come autore. Dopo la pubblicazione dell'album, che ebbe un buon successo commerciale, da settembre a dicembre del 1990 i Toto si imbarcarono in un tour chiamato The Planet Earth Tour. Dalla registrazione del concerto svoltosi a Parigi, la band pubblicò il suo primo DVD live. Nonostante i singoli estratti dall'album ebbero molto successo, la permanenza di Byron nella band fu messa in discussione e a gennaio del 1991 lasció la band. In alcune interviste recenti, Steve Lukather, ha dichiarato che durante quel periodo tra lui e Byron non correva buon sangue, ha inoltre aggiunto che le influenze musicali della band e di Byron erano completamente differenti, infatti Lukather sostiene che quando entrò nel gruppo, Byron non aveva mai ascoltato Jimi Hendrix o i Led Zeppelin, da sempre riconosciuti da Lukather come i musicisti che sul suo stile musicale hanno influito più di tutti. Byron rimane un personaggio controverso nella storia della band, il pubblico ha diviso il suo giudizio sull'artista, che aveva ed ha doti canore eccellenti.

## Dopo i Toto, carriera solista e altri progetti
Dopo il licenziamento dai Toto, Byron tentò di promuovere la propria carriera solista incidendo nel 1991 Byron, un album contenente sei brani che però commercialmente si rivelò un flop. Dopo il disco solista non si è sentito più parlare molto di lui, anche se negli anni successivi, ha collaborato con alcuni artisti molto famosi (tra cui gli Scorpions, Kenny Loggins, Dave Mason e Van Morrison) come background vocals nei loro album. Inoltre con Dionne Warwick incise il brano Love Of My Life. Ha fondato i Guavajava, una rock band, che contiene alcuni grandi musicisti della scena losangeliana, con questo gruppo fino ad ora ha inciso un solo album chiamato Heaven. Nel 2021 ha partecipato al Sanremo Rock Festival.

## Discografia
- 1990 - Toto - Past to Present 1977-1990
- 1991 - Jean-Michel Byron - Byron
- 1993 - Dionne Warwick - Love Of My Life
- 1998 - Kenny Loggins - December
- 1999 - Van Morrison -  Back On Top
- 2007 - Scorpions - Humanity: Hour I
- 2008 - Guavajava - Heaven
- 2017 - Claude Weisberg - Men Without Souls